# Тайфунник макронезійський
Тайфу́нник макронезійський (Pterodroma alba) — вид буревісникоподібних птахів родини буревісникових (Procellariidae). Мешкає в центральній частині Тихого океану.

## Опис
Макронезійський тайфунник — морський птах середнього розміру, середня довжина якого становить 35 см, розмах крил 83 см, вага 269 г. Голова, шия, верхня частина тіла, верхня частина грудей, крила і хвіст у нього рівномірно сірувато-коричнева, груди, живіт і гузка білі. Нижня сторона крил коричнева з тонкими білими краями. На підборідді і обличчя біла пляма. Дзьоб невеликий, відносно тонкий, чорний, лапи рожеві, знизу чорні.

## Поширення і екологія
Макронезійські тайфунники гніздяться на островах в центральній частині Тихого океану, утворюють гніздові колонії на островах Лайн і Фенікс в Кірибаті, на Маркізьких островах у Французькій Полінезії, на островах Піткерн та на острові Пасхи. Найбільша гніздова колонія цих птахів знаходиться на острові Кіритіматі в архіпелазі Лайн.
Макронезійські тайфунники ведуть пелагічний спосіб життя, живляться кальмарами, рибою і ракоподібними. Часто слідують за стадами китів. Утворюють гніздові колонії на невеликих острівцях, атолах і вулканічних островах, на висоті до 475 м над рівнем моря.

## Збереження
МСОП класифікує цей вид як вразливий. За оцінками дослідників, загальна популяція макронезійських тайфунників становить від 20 до 30 тисяч дорослих птахів, з яких на Кіритіматі гніздиться не менше 20 тисяч дорослих птахів, на Хатуту — 100 птахів, на Фату-Хуку — 12 птахів, на атолі Кантон — 10 птахів, на Оено — 12-20 пар птахів. Їм загрожує хижацтво з боку інтродукованих хижих ссавців, зокрема кішок і щурів.